# Youth's Endearing Charm
Youth's Endearing Charm è un film muto del 1916 diretto da William C. Dowlan. Prodotto dalla American Film Manufacturing Company e sceneggiato da J. Edward Hungerford su un soggetto di Maibelle Heikes Justice, aveva come interpreti Mary Miles Minter, Wallace MacDonald, Harry von Meter, Gertrude Le Brandt, Harvey Clark, Marguerite Nichols.

## Trama

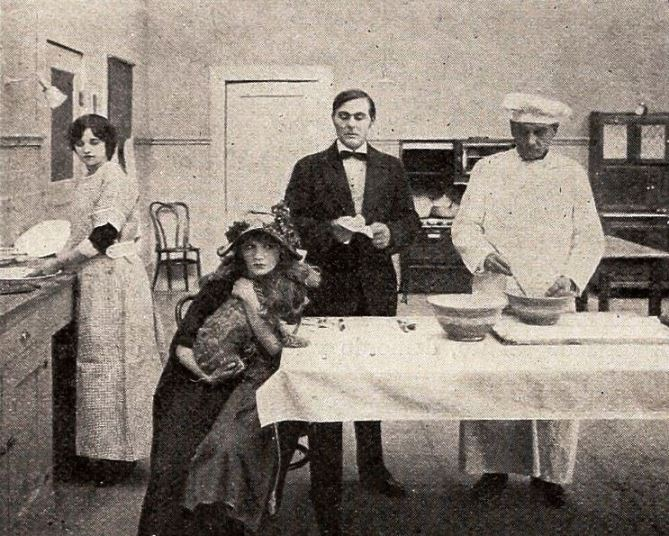
L'orfana (Mary Miles Minter) in cucina con il cagnetto Zippy

L'orfana Mary Wade è stata data in affidamento a una famiglia di agricoltori che la usano come lavorante. Quando il signora Jenkins, il capo famiglia, comincia a farle delle avance, la ragazza scappa via insieme a Zippy, il suo cane. In città, Mary finisce in tribunale dove incontra Harry Disbrow, un giovanotto pieno di soldi che si trova lì perché è stato fermato per ubriachezza. Harry porta con sé la giovane, dalla sua famiglia, e Mary comincia a lavorare per i Disbrow come domestica.

Horton, il socio del padre di Harry, vorrebbe che sua figlia Maud sposasse il giovane milionario per diversi motivi, il più importante dei quali è quello che imparentarsi con i Disbrow ridurrebbe per lui il pericolo di una reazione troppo violenta del suo socio qualora scoprisse le sue ruberie. Disbrow, nel disperato tentativo di salvare le sue finanze, ha uno scontro con Horton quando gli chiede di restituirgli alcuni titoli. Giunti alle mani, la lotta tra i due uomini si risolve quando Mary fracassa un vaso in testa a Horton, mettendo fine alla zuffa. Il suo comportamento le guadagna l'affetto di tutta la famiglia e le conquista pure l'amore di Harry.

## Produzione
Il film, prodotto dalla American Film Manufacturing Company, fu il primo film che Mary Miles Minter girò per la Mutual film.

## Distribuzione
Distribuito dalla Mutual, il film uscì nelle sale statunitensi il 4 settembre 1916. Il 7 maggio 1920, la Cinématographe Harry ne distribuì in Francia una riedizione con il titolo Charme vainqueur. Nel 1921, negli Stati Uniti ne uscì la riedizione con il titolo Youth's Melting Pot.
Copia completa della pellicola si trova conservata negli archivi della Library of Congress di Washington.